# Seelberg (Hannover)

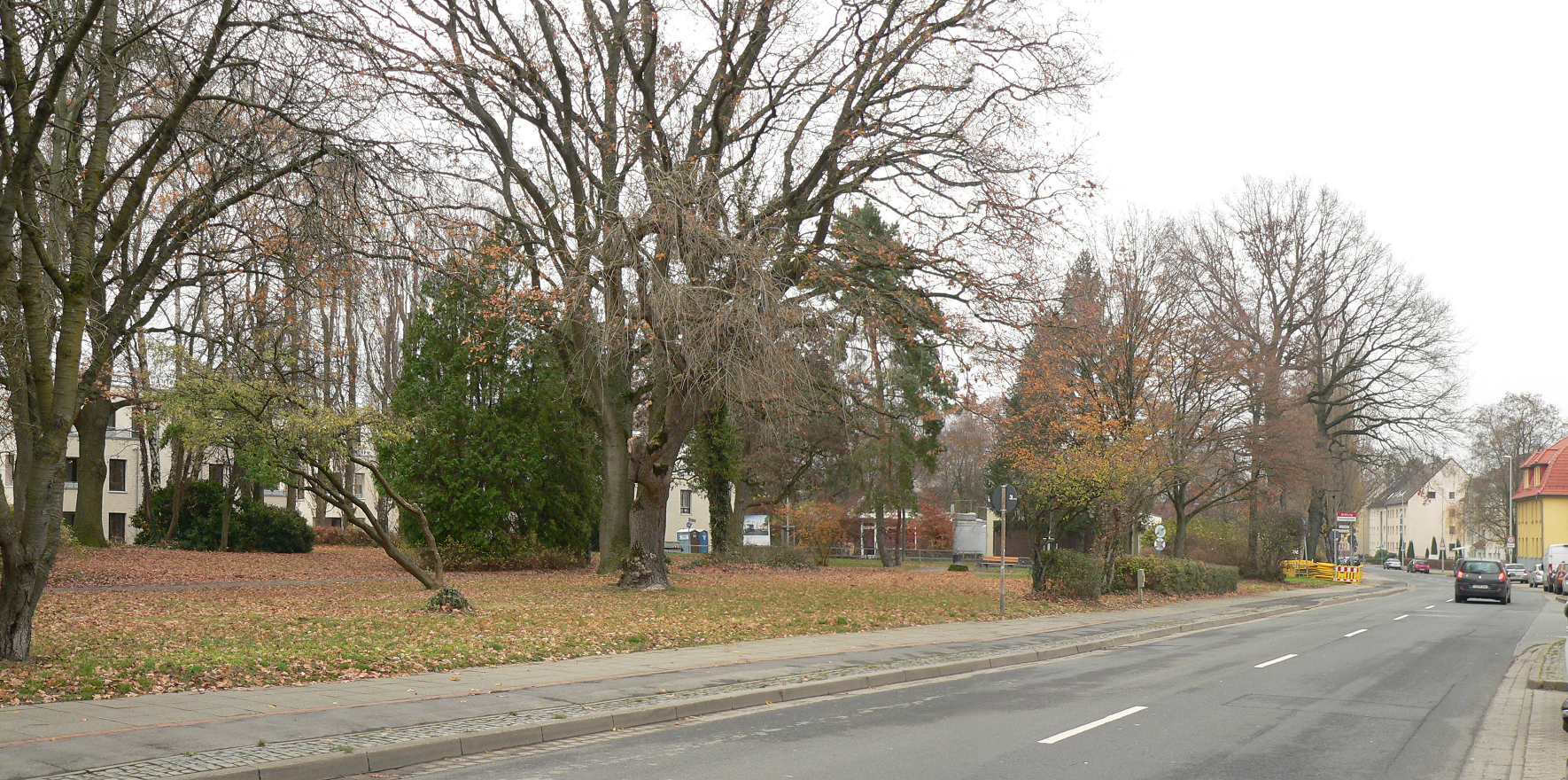
Der frühere Friedhof Seelberg (links) auf dem Seelberg

Der Seelberg in Misburg ist eine 60,4 m ü. NHN hohe, das Umland um wenige Meter überragende Erhebung in Hannover.

## Beschreibung und Geschichte
Der Seelberg entstand in der Eiszeit, als die Eismassen während des Pleistozäns bis in die sogenannte Saale-Eiszeit hinein Steine und Schuttmassen überkrochener Gebirge mit sich forttrugen und an ihrer Unterseite zu feinem Sand und Ton zerrieben. Diese Geschiebemergel am Seelberg sind als Ablagerungen in einer „Verknetung der Grundmoräne“ mit kleinen und großen Geschieben sowie Gesteinsblöcken mehrfach beobachtet und zum Beispiel von dem Geologen Friedrich Hamm beschrieben worden.
Nach dem Rückzug der Eismassen wurden etwa 7000 Jahre v. Chr. Flugsande zu teilweise langgezogenen Binnendünen zusammengeweht. Die so entstandenen großen Dünenkomplexe in der Umgebung Misburgs liefen unter anderem zu Bogendünen am Seelberg zusammen. Unter der teilweise von Sand bedeckten Oberfläche finden sich blaugraue Tone der Unterkreide (auch Oberalb), die sich vor allem im Westen Misburgs bis unter den Misburger Wald und das Altwarmbüchener Moor hinziehen.
Zwischen zwei Seen anstelle der heutigen Landschaften Breite Wiese und Seckbruch – beide Gewässer sind heute verlandet – hob sich laut Scholand der Seelberg halbinselartig als vom „Seckbruchsee“ umspülter Dünenberg empor.
In der Bronzezeit wurden auf dem Seelberg Hügelgräber angelegt.
Über einen alten, über die zusammengeschobenen und -gewehten Sande führenden Weg am Seelberg wurde später die Sandstraße angelegt.
Der Flurname Seelberg war noch im ersten Viertel des 19. Jahrhunderts geläufig. Der Name leitet sich von der alten Bezeichnung Sool ab und bedeutete so viel wie Quelle oder Teich (vergleiche Soll). Verwandt ist die Silbe auch mit dem Wort Soot für einen Brunnen. Durch verschiedene Aufzeichnungen ist überliefert, dass es auf dem Seelberg mehrere kleine Teiche gab, von denen der „Katzenteich“ bis in die 1920er Jahre erhalten blieb.

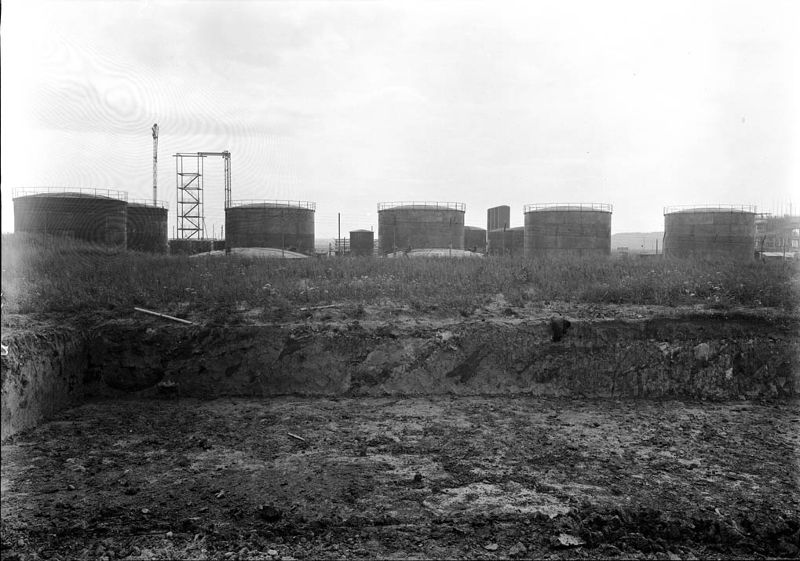
„Sandgrube in Grundmoräne (des) Seelberg(es) bei Misburg“;
Foto auf Glasplatte von Wilhelm Pietzsch, 1936; Historisches Fotoarchiv der Naturkunde des Niedersächsischen Landesmuseums Hannover

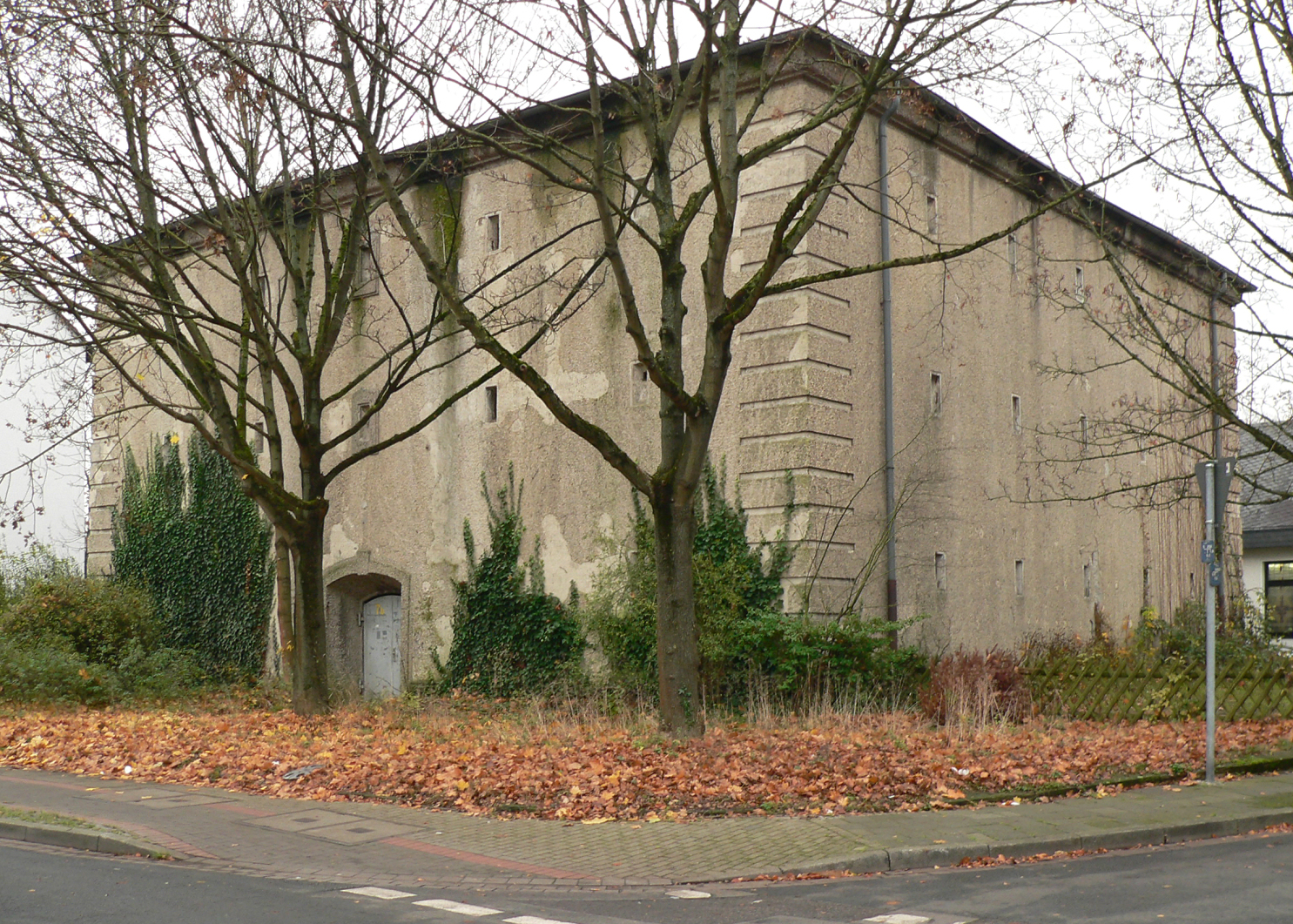
Bunker am Seelberg

## Bauten und Einrichtungen
1827 wurde auf dem Berg der Friedhof am Seelberg angelegt, während der Großteil der umgebenden Erhebung noch im Jahr 1876 bewaldet war. Von der Silbe Seel leitet sich der populäre Irrtum ab, der Seelberg sei nach den Seelen der Verstorbenen benannt. Der Friedhof wurde durch die Bombenangriffe im Zweiten Weltkrieg schwer beschädigt und schließlich 1972 stillgelegt.
Im Jahr 1941 wurde am Seelberg der Bunker am Seelberg errichtet, einer von mehreren Luftschutzbunkern in Misburg in der Bauform eines Hochbunkers. Der Bunker erhielt im Jahr 1944 insgesamt vier Volltreffer von Fliegerbomben, die jedoch das Dach nicht durchschlugen. Der Bunker wird vom Musikzentrum Hannover als Übungsraum für Bands nachgenutzt. Er ist einer von ursprünglich 58 Bunkern, die nach dem Zweiten Weltkrieg in Hannover erhalten waren, und einer von 16 noch im Besitz der Stadt verbliebenen (Stand 2018). Ein weiterer, mitunter ebenfalls als „Bunker am Seelberg“ bezeichneter Hochbunker in dem Bereich war der Bunker Hannoversche Straße, der ab 1960 mit einem Aufsatz als Wasserturm diente und heute Wahrzeichen des Stadtteils ist.
Der Name der historischen Straße Am Seelberg im heutigen Stadtteil Misburg-Nord wurde 1895 festgelegt. Von Süden darin einmündend wurde 1938 die nach dem Seelberg benannte Bergstraße angelegt. Diese wurde 1979 mit der östlich davon liegenden, 1924 angelegten Straße An den Neuen Wiesen und der 1930 erbauten Mittelstraße, die das Südende von An der neuen Wiesen nach Westen verlängerte und es künftig mit der Bergstraße verband, zusammengefasst und nach dem Ort Nienhagen bei Celle als Nienhagener Straße benannt.
Den Namen des Seelbergs tragen unter anderem auch ein hannoverscher Pflegeheim- und Rehabilitationsbetrieb sowie eine Alternative-Rock-Band.